# Nižegorodskaja (stanice metra v Moskvě)
Nižegorodskaja (rusky Нижегородская) je přestupní stanice moskevského metra na linkách Bolšaja kolcevaja a Někrasovskaja, která byla zprovozněna dne 27. března 2020 v rámci úseku Kosino - Lefortovo na Někrasovské lince. Tehdy celý úsek byl obsluhován v rámci této linky. Ode dne 17. března 2023, kdy byly z Někrasovské linky vyjmuty stanice Aviamotornaja, Lefortovo a Elektrozavodskaja (zprovozněna 31. prosince 2020 a rovněž dočasně připojena k Někrasovské lince), se Nižegorodskaja stala konečnou západní stanicí na této lince. Dne 20. března 2023 pak byly stanice Nižegorodskaja, Aviamotornaja a Lefortovo připojeny k lince Bolšaja kolcevaja. Stanice je pojmenována podle ulice, na které se nachází. Ze stanice je možné přestoupit na stejnojmennou stanici na Moskevském centrálním okruhu a stejnojmennou železniční zastávku, kterou obsluhují vlaky v Gorkovském směru Moskevské železnice a na lince MCD-4.

## Charakter stanice
Stanice Nižegorodskaja se nachází ve čtvrti Nižegorodskij rajon (Нижегородский район) na Nižegorodské ulici (Нижегородская улица) v blízkosti křížení Moskevského centrálního okruhu a tratě Moskevské železnice Gorkovského směru, která je obsluhována i vlaky na lince MCD-4. Díky této skutečnosti je zde zorganizován dopravně-přestupní uzel, který se po dokončení stane největším v Moskvě. Vznikne zde navíc 45-patrová budova s obchodními účely o celkové výměře 65 tisíc m2, dále komerční prostory o celkové výměře 14 tisíc m2 a parkoviště s 500 parkovacími místy. Pro všechny typy veřejné dopravy zde existuje společný terminál dopravně-přestupního uzlu, který zahrnuje pokladny i čekárnu pro cestující. Předpokládá se, že celkové množství cestujících za hodinu bude dosahovat od 90 tisíc do 125 tisíc za hodinu a až 600 tisíc za den.
Stanice disponuje dvěma podzemními vestibuly, jihovýchodní a severozápadní. Jihovýchodní vestibul je napojen na podchod pod Rjazanským prospektem (Рязанский проспект) a východy ze severozápadního míří k nástupištím Moskevského centrálního okruhu (na estakádě) a Moskevské železnice. Vstup do něj je možný z vestibulu pro stanici Moskevského centrálního okruhu, jehož vstup se nachází pod jeho nástupištěm nebo přes budovu terminálu dopravně-přestupního centra. Vestibuly jsou s nástupišti propojeny celkem 12 eskalátory a 5 výtahy pro imobilní občany.
Nižegorodskaja je pětilodní stanice se dvěma ostrovními nástupišti a čtyřmi kolejemi. Jedná se o nejširší jednoúrovňovou stanici v Rusku, svým uspořádáním se podobá stanici Moskovskaja v Nižním Novgorodu, tam jsou ale nástupiště užší. Provoz v této stanici je zorganizován tak, že dvě vnitřní koleje patří Někrasovské lince a vnější lince Bolšaja kolcevaja. Design stanice se odkazuje na stavebnici Lego - stanici zdobí velké různobarevné ozdobné prvky, které se skládají do jednoduchých tvarů. Ve výzdobě stanice jsou použity panely metalokeramické a porcelánovo kameninové panely ve žluté, oranžové, zelené a modré barvě a také šedá velkorozměrová porcelánová kamenina imitující beton. Barevné panely vizuálně rozdělují stanici do několika zón v různých barvách, které mají sloužit jako navigační systém pro cestující. Strop je obložen hliníkovými panely, stěny zdobí moderní grafika. Osvětlení stanice je kombinované, skládá se z přímého a odraženého světla. Stěny chodeb, vestibulů a nástupišť jsou obloženy porcelánovou kameninou a přírodním kamenem. Podlaha stanice je pokryta žulou v šedé a černé barvě.